# Gehandu (Mbulu)
Gehandu è una circoscrizione rurale (rural ward) della Tanzania situata nel distretto di Mbulu, regione del Manyara. Conta una popolazione di 12 092 abitanti (censimento 2012).